# Radio Televiziunea Sârbă
Radio Televiziunea Sârbă (în sârbă Радио-телевизија Србије, cu alfabetul latin: Radio-televizija Srbije; abr. РТС sau RTS) este radiodifuzorul public din Serbia. Emite și produce știri, emisiuni dramatice și programe sportive prin radio, televiziune și internet. RTS este membru al Uniunii Europene de Radio și Televiziune. 
Radio Televiziunea Sârbă are patru unități organizatorice - radio, televiziune, producție muzicală și casă de discuri (Produkcija gramofonskih ploča Radio televizije Srbije, abr. PGP-RTS). Este finanțat în principal prin abonamente lunare și venituri din publicitate.

## Istorie

### Radio
În octombrie 1924, stația de radio-telegraf Belgrad-Rakovica, deținută de o companie franceză, a primit undă verde de la stat să instaleze o stație radio-electrică și să emită o oră de programe radio de trei ori pe săptămână cu un aparat radio-telegrafic-telefonic. Prin acordul Ministerului Poștelor și Telegrafului Regatului Sârbilor, Croaților și Slovenilor a fost introdusă plata unui abonament radio.
După instalarea emițătorului pe clădirea Academiei Sârbe de Științe și Arte din Belgrad, la 8 martie 1929, Radio Belgrad AD a început difuzarea experimentală. Prima transmisie a avut loc la 24 martie 1929, iar onoarea de a anunța acel început solemn a aparținut jurnalistei Jelena Bilbija Lapcevic (1902 -1964).
Radioul a încetat să mai difuzeze la 6 aprilie 1941, în timpul bombardamentului de la Belgrad. După ocuparea Belgradului, Radio Belgrad a devenit un post de radio al armatei germane sub numele de Soldatensender Belgrad (Radio Militar Belgrad) pe aceeași frecvență. Din cauza lipsei altor melodii, Radio Belgrad a transmis foarte des melodia „Lily Marlene”, cântată de Lale Andersen.
După ce partizanii lui Iosip Broz Tito au preluat puterea în 1944, un nou Radio Belgrad, de data aceasta sub control comunist, și-a continuat transmisia și a devenit treptat cel mai influent serviciu media din Serbia și fosta Iugoslavie.

### Televiziune
Prima demonstrație profesională a tehnologiei de televiziune din Serbia a fost transmisia companiei olandeze Philips,  la Belgrad, la 9 septembrie 1938, iar la 19 septembrie 1938 aceasta a introdus un sistemul de transmisie TV de bază. Cu ocazia aniversării a 100 de ani de la nașterea lui Nikola Tesla, în 1956 a fost organizată o demonstrație de televiziune. Programul experimental al Televiziunii Belgrad a apărut doi ani mai târziu, la 23 august 1958.
Emisiunea primului program a început cu anunțarea programului și o transmisie în direct a primului Jurnal (дневник) de la ora 20:00, găzduit de Miloje Orlović.

### Casă de discuri
PGP-RTB (prescurtare în limba sârbă de la Produkcija gramofonskih ploča Radio televizije Beograd) a fost o casă de discuri și un lanț de magazine de înregistrări muzicale din fosta Republică Socialistă Federativă Iugoslavia; a fost înființată în 1959 ca filială a producției de muzică a radioteleviziunii naționale din Belgrad. După destrămarea Iugoslaviei, în 1993, compania și-a schimbat numele în PGP-RTS (prescurtare în limba sârbă de la Produkcija Gramofonskih Ploča Radio-Televizije Srbije), care este filiala de producție muzicală a radioteleviziunii naționale din Serbia.

## Vezi si
- Radio Televiziunea Iugoslavă (JRT)
- Radio Belgrad (Radio Beograd)
- Radioteleviziunea Voivodinei
- Radio Televiziunea Republicii Srpska